# Lego Ninjago, le film : Le Jeu vidéo
Pour les articles homonymes, voir Ninjago.
Lego Ninjago, le film : Le Jeu vidéo (The Lego Ninjago Movie Video Game) est un jeu vidéo d'action-aventure Lego développé par TT Fusion et publié par Warner Bros. Interactive Entertainment. Basé sur le film éponyme, il sort pour le système d'exploitation Windows et les concoles de jeu Nintendo Switch, PlayStation 4 et Xbox One aux côtés du film en Amérique du Nord le 22 septembre 2017 et dans le monde entier le 20 octobre 2017. Il s'agit du deuxième spin-off dérivé et de troisième jeu de la franchise The Lego Movie (en).
Durant la pandémie de Covid-19, TT Games a annoncé que le jeu serait disponible gratuitement du 15 au 21 mai 2020 sur les plateformes PlayStation 4, Xbox One et PC.

## Système de jeu
Le gameplay du jeu est très similaire aux précédents jeux Lego développés par TT Games ainsi que ses deux prédécesseurs: Nindroids et L'Ombre de Ronin : le joueur contrôlera l’un des personnages jouables du point de vue de la troisième personne, principalement en combattant des ennemis, en résolvant des énigmes et en collectant des «pièces» Lego, la forme de monnaie du jeu. Comme dans La Grande Aventure Lego, le jeu vidéo et La Grande Aventure Lego 2, le jeu vidéo et Lego Worlds, les environnements sont entièrement fabriqués de briques Lego, mais contrairement à ses prédécesseurs, qui disposent de deux modes coopératifs, ce jeu permet à quatre joueurs de jouer en mode "Battle Arena".
L'histoire se passe en monde ouvert.

## Développement
Basé sur le film Lego Ninjago, le film, le jeu est mis en vente le 22 septembre 2017 et est disponible sur Windows, Nintendo Switch, PlayStation 4 et Xbox One, aux côtés du film, en Amérique du Nord. Il devient disponible dans le monde entier à partir du 20 octobre 2017.
Pendant la pandémie de Covid-19, TT Games annonce que le jeu serait disponible pour un échange gratuit du 15 mai 2020 au 21 mai 2020 sur PlayStation 4, Xbox One et PC,.

## Accueil
Le jeu a été évalué par la presse spécialisée. Le site Metacritic lui attribue un score de 55/100 tandis que le site de presse numérique Jeuxvideo.com lui attribue un score moyen de 13/20.